# Macchia xerofila di Socotra
La macchia xerofila di Socotra è un'ecoregione semidesertica dell'ecozona afrotropicale (codice ecoregione: AT1318) che comprende l'isola omonima, situata ad est del Corno d'Africa e a sud dello Yemen. Appartiene al bioma dei deserti e macchia xerofila e compare con il nome Deserti dell'isola di Socotra (ecoregione globale n. 126) sulla lista «Global 200» del WWF che raggruppa le regioni biogeografiche più rappresentative della biodiversità mondiale..
L'intero arcipelago di Socotra figura sull'elenco dei patrimoni dell'umanità dell'UNESCO dal 2008 ed è considerato un punto caldo di biodiversità dall'associazione Conservation International, assieme al resto del Corno d'Africa.

## Territorio

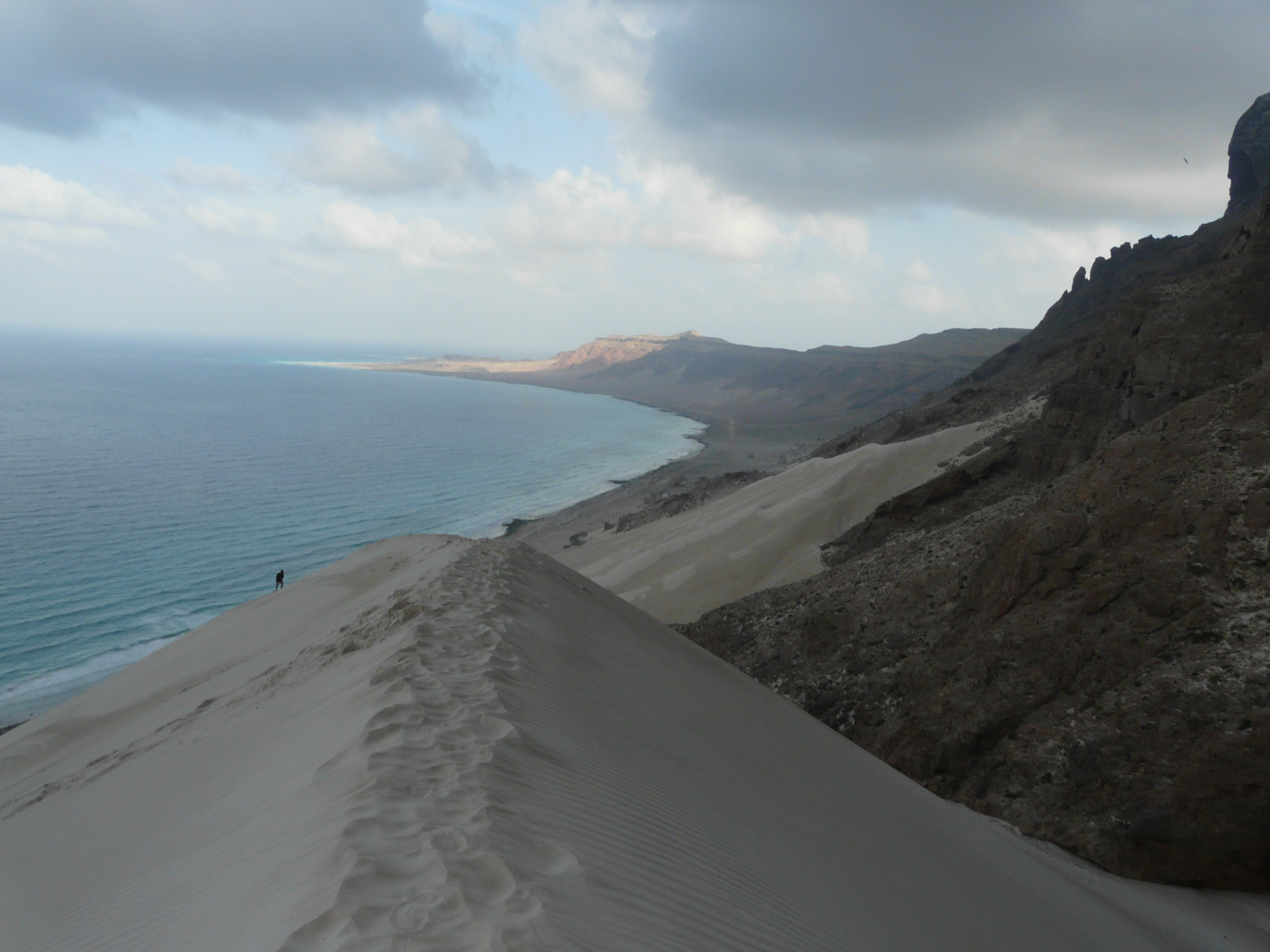
Litorale di Socotra nell'est dell'isola.

Socotra è un'isola di origine continentale. Faceva parte dell'antico continente Gondwana, dal quale si distaccò durante il Pliocene, circa 6 milioni di anni fa, nel corso dello stesso processo di separazione che portò alla formazione del golfo di Aden a nord-ovest.
È l'isola più grande dell'arcipelago di Socotra, costituito da Abd al-Kuri, Darsa, Samha e dagli isolotti rocciosi di Sābūnīyah e Ka'l Fir'awn. A eccezione di Socotra, la maggior parte di queste piccole isole è disabitata e ospita colonie di uccelli marini.
Socotra è costituita da una stretta pianura costiera, da un altopiano di arenaria costellato di grotte carsiche e di picchi dentellati, gli Haghier, che si elevano fino a 1525 metri di altezza. L'isola misura circa 140 chilometri di lunghezza e una quarantina di chilometri di larghezza, per una superficie di 3579 km².
Si trova a 100 km dalle coste somale e a 350 km da quelle dello Yemen. Pur appartenendo politicamente a quest'ultimo, è rivendicata dalla Somalia a causa della sua storia, della minore distanza e della popolazione, di origine africana.
Socotra ha un clima tropicale, desertico e semi-arido (classificazione di Köppen: BWh e BSh).
Il clima caldo di Socotra è fortemente influenzato dai monsoni. Le zone basse sono molto secche, così come le coste e un bacino interno situato al centro dell'isola, mentre gli altopiani vengono regolarmente irrorati.
Il monsone estivo, che dura da maggio a settembre, non apporta piogge, ma venti violenti da sud-ovest che raggiungono velocità medie di 60-100 km/h, rendendo difficoltoso l'accesso all'isola sia per via di mare che per via aerea.
Da novembre a marzo, il monsone di nord-est porta con sé precipitazioni, talvolta torrenziali, ma anche dei venti, meno violenti ma spesso carichi di polveri fini. Gli altopiani sono immersi nella nebbia e ben irrigati. Le regioni costiere sono soggette a forti acquazzoni sporadici. Novembre e dicembre sono i mesi più freddi dell'anno, prima del ritorno del caldo a gennaio.
Da fine marzo a inizio maggio, una stagione di transizione apporta piogge ben distribuite su tutta l'isola: queste sono le più utili per lo sviluppo della vegetazione. I venti sono deboli ed è paradossalmente il periodo più caldo dell'anno.
L'arcipelago viene raramente raggiunto dalle tempeste, ma raramente può essere attraversato dai cicloni.

## Flora
Due bracci di mare, durante il Quaternario, separarono l'arcipelago dai due continenti africano e asiatico, e pertanto le specie vegetali e animali presenti si evolvettero in totale isolamento fino a quando gli esseri umani non introdussero nuove specie come le capre. I censimenti hanno rivelato che oltre un terzo delle circa 800 specie vegetali di Socotra sono endemiche. I botanici classificano la flora di Socotra tra le dieci flore insulari più minacciate al mondo.
Socotra è considerata il gioiello della biodiversità del mar Arabico. Negli anni '90, un'équipe di biologi delle Nazioni Unite condusse un'indagine sulla flora e la fauna dell'arcipelago, durante la quale furono identificate quasi 700 specie endemiche; solamente la Nuova Zelanda, le Hawaii, la Nuova Caledonia e le isole Galápagos presentano un numero di endemismi maggiore.

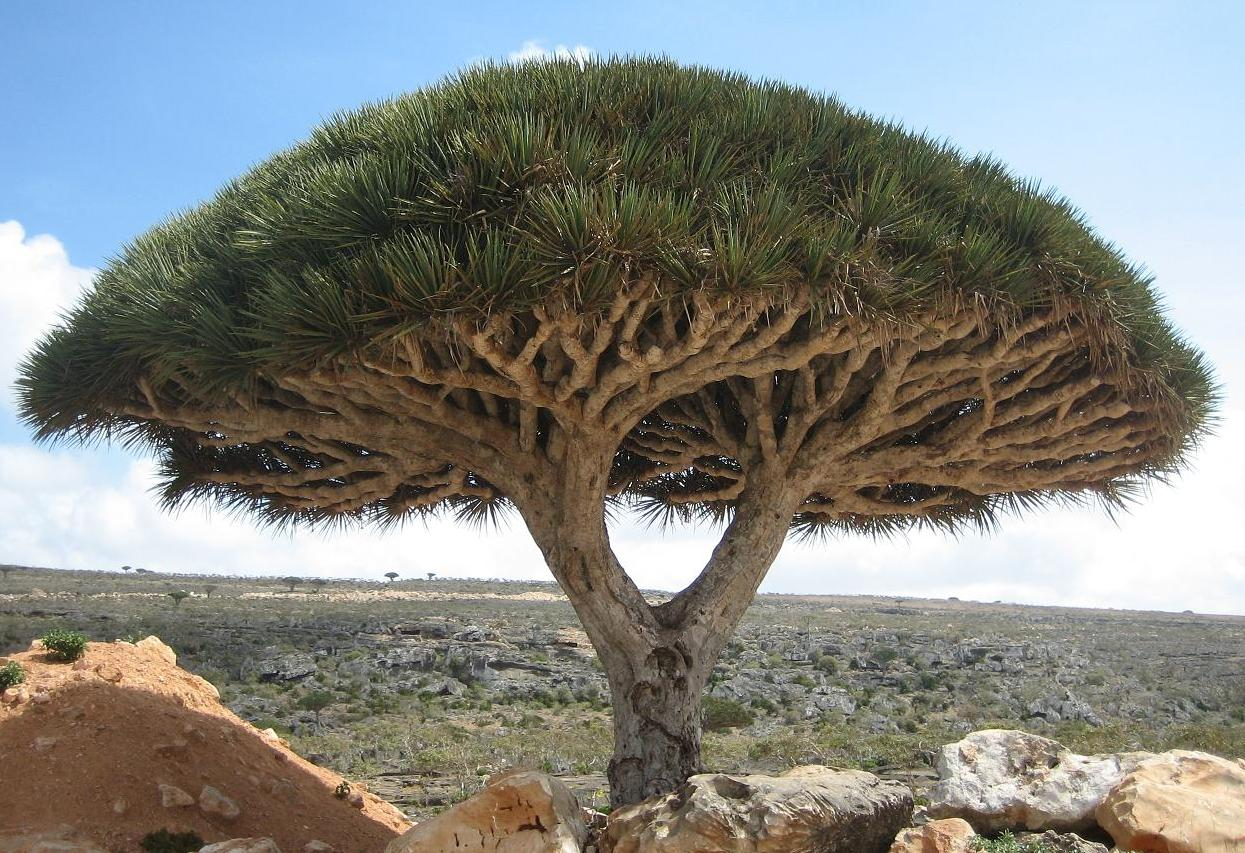
L'albero del drago di Socotra.

Il lungo isolamento geologico dell'arcipelago di Socotra, il suo caldo estremo e la sua aridità hanno portato allo sviluppo di una flora endemica unica e straordinaria. Gli studi sul campo condotti dal Centro per le piante del Medio Oriente, che fa capo al Giardino botanico reale di Edimburgo, indicano che 307 specie di piante su 825 (il 37%) sono endemiche, vale a dire non si trovano in nessun'altra parte della Terra. L'intera flora dell'arcipelago di Socotra è stata inserita nella lista rossa della IUCN: nel 2004, 3 specie di piante figuravano in pericolo critico d'estinzione e 27 in pericolo d'estinzione.
Una delle piante più peculiari di Socotra è l'albero del drago di Socotra (Dracaena cinnabari), uno strano albero a forma di ombrello. La sua linfa di colore rosso, nota come "sangue di drago", era molto ricercata come colorante e viene usata ancora oggi come tintura e vernice. Anche le diverse specie di aloe endemiche di Socotra, utilizzate in medicina e in cosmetica, erano molto richieste nell'Antichità. Tra le altre piante endemiche figurano una moracea pachicaule, Dorstenia gigas, l'albero del cetriolo (Dendrosicyos socotranus), il raro melograno di Socotra (Punica protopunica), Aloe perryi e Boswellia socotrana.

## Fauna
L'arcipelago ospita anche una ricca fauna, tra cui diverse specie endemiche di uccelli, come lo storno di Socotra (Onychognathus frater), la nettarinia di Socotra (Chalcomitra balfouri), lo zigolo di Socotra (Emberiza socotrana), la cisticola di Socotra (Cisticola haesitatus), il passero di Socotra (Passer insularis), il beccogrosso alidorate (Rhynchostruthus socotranus) e una specie appartenente ad un genere monotipico, l'incana (Incana incana). Numerose specie di uccelli sono minacciate dalla predazione da parte dei gatti selvatici introdotti dall'uomo. Con un solo mammifero endemico, 6 specie di uccelli endemiche e nessun anfibio, i rettili, con 31 specie, costituiscono il gruppo di vertebrati più rappresentativo di Socotra. Escludendo le due specie introdotte recentemente, Hemidactylus robustus e Hemidactylus flaviviridis, tutte le specie indigene sono endemiche. Il livello di endemismo è elevato sia per quanto riguarda le specie (29 su 31, il 94%) che i generi (5 su 12, il 42%). A livello delle specie, il grado di endemismo può essere ancora più elevato del previsto, in quanto degli studi filogenetici hanno rivelato una diversità nascosta non trascurabile. Tra le specie di rettili figurano alcuni scinchi, alcune lucertole prive di zampe e una specie di camaleonte (Chamaeleo monachus). Vivono qui anche numerosi invertebrati endemici, tra cui vari ragni (quali la tarantola Monocentropus balfouri) e tre specie di granchi d'acqua dolce (un Socotra e due Socotrapotamon).
Così come in numerosi gruppi insulari isolati, gli unici mammiferi originari di Socotra sono i pipistrelli. Al contrario, le barriere coralline di Socotra sono ricche di fauna, con numerose specie endemiche. Socotra è anche uno dei luoghi che ospitano la farfalla Bicyclus anynana.

## Conservazione
Nel corso dei duemila anni di presenza umana sull'isola, l'ambiente originario è mutato lentamente e continuamente e, secondo Jonathan Kingdon, «gli animali e le piante che rimangono non rappresentano che una frazione impoverita di ciò che esisteva una volta». Il Periplo del Mar Eritreo, che risale ad un'epoca compresa tra il I e il III secolo, racconta che l'isola ospitava coccodrilli e grandi lucertole: la fauna rettiliana attuale sembra quindi essersi considerevolmente ridotta. Solo pochi secoli fa, sull'isola si trovavano fiumi e zone umide, un numero maggiore di alberi endemici e pascoli abbondanti. I portoghesi registrarono la presenza di bufali d'acqua agli inizi del XVII secolo. Attualmente, non vi sono che antichi letti ricoperti di sabbia e molte piante autoctone sopravvivono solo dove c'è più umidità o maggiore protezione contro il bestiame. La fauna residua di Socotra è fortemente minacciata dalle capre e da altre specie introdotte.
Con lo scoppio della guerra civile yemenita, Socotra è rimasta isolata dalla madrepatria e il prezzo del gas è divenuto molto elevato, tanto che i residenti sono stati costretti a utilizzare la legna per riscaldarsi. Nel dicembre 2018, gli Emirati Arabi Uniti hanno inviato gas da cucina agli abitanti di Socotra con lo scopo di preservare l'isola dalla deforestazione.